# Fazila Aliani
Fazila Aliani (nascida em 1945) é uma politica, activista dos direitos das mulheres e da educação de Baluchistão, no Paquistão. Ela foi a primeira mulher ministra do Baluchistão quando foi nomeada como Ministra da Saúde, Educação e Bem-Estar em 1976. Foi também a primeira mulher eleita para a Assembleia de Baluchistão em 1972.

## Posições exercidas
- 1976: Ministra da Saúde, Educação e Bem-Estar[2]
- Membro da Federal Public Service Commission, Islamabad.